# Mirza Varešanović
Mirza Varešanović (ur. 31 maja 1972 w Sarajewie) – bośniacki piłkarz występujący na pozycji obrońcy, a także trener.

## Kariera klubowa
Varešanović zawodową karierę rozpoczynał w 1994 roku w bośniackim zespole FK Sarajevo. W 1995 roku wywalczył z nim wicemistrzostwo Bośni i Hercegowiny. W tym samym roku wyjechał do Francji, by grać w tamtejszym Girondins Bordeaux z Division 1. W lidze tej zadebiutował 5 sierpnia 1995 w przegranym 0:2 meczu z Bastią. W Bordeaux spędził sezon 1995/1996, w trakcie którego w jego barwach rozegrał 12 spotkań.
W 1996 roku Varešanović odszedł do greckiego klubu Olympiakos SFP. W 1997 roku, a także rok później zdobył z nim mistrzostwo Grecji. W połowie 1998 roku przeszedł do tureckiego Bursasporu. Przez 2 lata zagrał tam w 57 meczach i zdobył 5 bramek.
W 2000 roku Varešanović przeniósł się do Austrii Wiedeń. Spędził tam 1,5 roku, a na początku 2002 wrócił do FK Sarajevo. W tym samym roku zdobył z nim Puchar Bośni i Hercegowiny. Po tym sukcesie ponownie został graczem Bursasporu. Tym razem występował tam przez rok. Potem po raz kolejny wrócił do FK Sarajevo, gdzie w 2004 roku zakończył karierę.

## Kariera reprezentacyjna
W reprezentacji Bośni i Hercegowiny Varešanović zadebiutował 24 kwietnia 1996 w zremisowanym 0:0 towarzyskim meczu z Albanią. W latach 1996–2001 w drużynie narodowej rozegrał łącznie 24 spotkania.